# Adam Bradbury
Adam Bradbury (22 de agosto de 1991) é um voleibolista profissional inglês. Atua como Ponta.

## Títulos
Clubes
Copa Inglaterra:
- 2018

Campeonato Inglaterra:
- 2018

Campeonato Suécia:
- 2019